# Sycophaga viduata
Sycophaga viduata är en stekelart som beskrevs av Grandi 1916. Sycophaga viduata ingår i släktet Sycophaga och familjen fikonsteklar. Inga underarter finns listade i Catalogue of Life.